# 거리의 무법자
"거리의 무법자"(영어: Street Fighter)는 한국에서 제작된 심상일 감독의 1993년 애니메이션 영화이다.